# Mihály Hoppál

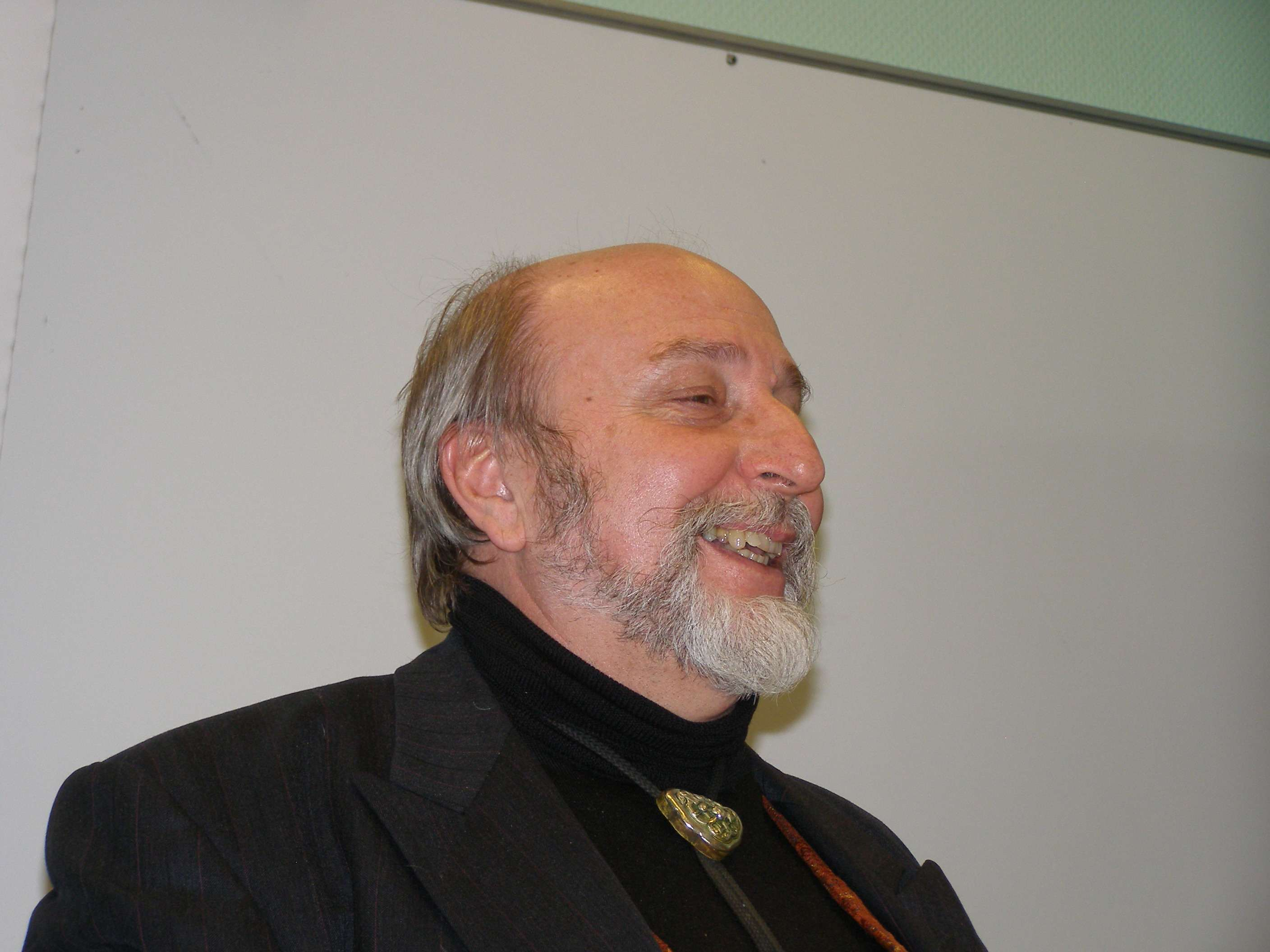
Mihály Hoppál in der Universität Tartu (2009)

Mihály Hoppál (* 31. Oktober 1942 in Košice ([ˈkɔʃɪʦɛ] Ausspracheⓘ, deutsch Kaschau, ungarisch Kassa, Romani Kascha, neulateinisch Cassovia)) ist ein ungarischer Ethnologe.
Mihály Hoppál ist Erforscher des Schamanismus an der ungarischen Akademie der Wissenschaften und zudem Direktor des Instituts für Europäische Folklore. Er hat zahlreiche wissenschaftliche Aufsätze verfasst und ist spezialisiert auf Dokumentarfilme.

## Ehrungen und Auszeichnungen
Die Universität Tartu verlieh ihm 2017 die Ehrendoktorwürde (Semiotik und Folkloristik).

## Publikationen
- Ethnosemiotics: Approaches to the study of culture. Hungarian Association for Semiotic Studies, Budapest, 2014.
- Shamans and symbols: Prehistory of semiotics in rock art. Budapest: International Society for Shamanistic Research, Budapest, 2013.
- Das Buch der Schamanen, Econ Ullstein List, München 2002, ISBN 3-550-07557-X.
- Schamanen und Schamanismus.  Pattloch, Augsburg 1994. ISBN 3-629-00646-9.
- Hoppál (ed.): Shamanism in Eurasia. Vol. 1–2, Herodot, Göttingen 1984.
- Hoppál, M., Pentikänen J. (eds.): Northern Religions and Shamanism. Ethnologia Uralica, Budapest and Helsinki. Akadémiai Kiadó and Finnish Literature Society.
- Diószegi, Vilmos und Hoppál, Mihály: Shamanism in Siberia. Akadémiai Kiadó, Budapest 1978.